# Botswana nemzeti parkjai, védett területei
Botswana területének 17%-át foglalják el a nemzeti parkok és állatparkok. 
Ezenkívül még további 20%-ra tehető a vadvilág megőrzésére használt területek aránya. A botswanai kormány bevételekre tesz szert vadászengedélyek kiadásából külföldi turisták számára ezeken a területeken, ezek betartását szigorúan ellenőrzik.

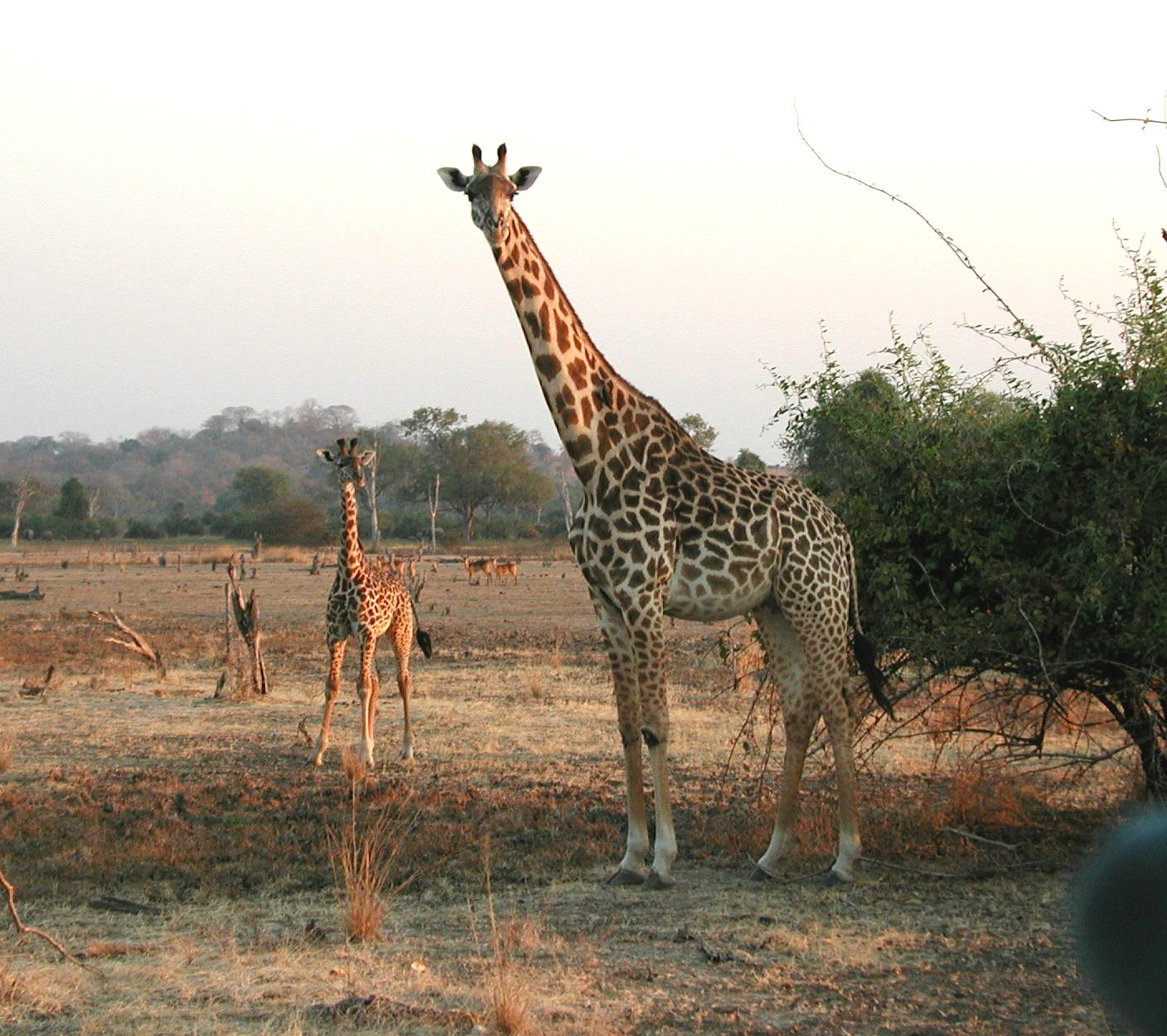
zsiráfok

## Központi Kalahári Vadvédelmi Terület
Központi Kalahári Vadvédelmi Terület (Central Kalahari Game Reserve) az ország 70%-át elfoglaló szemiarid terület, amely a dél-afrikai Oranje folyótól egész a Kongóig tart. Ez a világ második legnagyobb védett területe. 
Területére jellemző a nyílt síkságok, a szikesek és a kiszáradt folyóvölgyek váltakozása.
Északon még a cserjés növényzetet találunk, délebbre haladva viszont előbb bozótos lesz, majd azok is eltűnnek.
Az állatvilág jellemző fajai a zsiráf, a barna hiéna, a sakál, az oroszlán, a gepárd, a kudu, a jávorantilop, a varacskosdisznó, a gnú és a gazella.
A turisták számára legmegfelelőbb időpont a látogatásra a december és április közti időszak, mikor az állatok víz közelében koncentrálódnak egy kisebb területen. Itt nincsenek kiépített táborhelyek, így megkövetelik, hogy mindenki a saját maga ásott latrinát használja, ezzel is csökkentve az ittléte miatt keletkezett károsodást. Tűzifa gyűjthető a azokról a területekről, ahol nagy kiterjedést ért el az erdő, de ezt nem szabad megtenni a kisebb erdőszigetekből. A tábortűzből származó hamut a tábor felhagyása után el kell ásni, a visszamaradt éghetetlen hulladékot össze kell gyűjteni és vissza kell szállítani a belépőkapuhoz.
Az őslakos szan nép több ezer éve él a területen, de mára jelentősen megváltozott az életstílusuk. Sokan mára letelepedtek, feladván régi, nomád életmódukat, de sokan még mindig kőkorszakihoz hasonló vadászással-gyűjtögetéssel próbálják előteremteni a ételt. Ma körülbelül 40 000-en élnek itt.

## Chobe Nemzeti Park
A Chobe Nemzeti Park (The Chobe National Park) az ország északi részén található. 10,566 km²-es területével a második legnagyobb Botswanában. 1931-ben merült fel először a nemzeti park létrehozásának ötlete. 1932-ben a kormányzat létrehozott egy 24 000 km²-es vadászat alól kivett területet, amit a következő évben 31 600 km²–re  növeltek. 1943-ban súlyos cecelégy-invázió volt a területen, ami semmissé tette az addig elért eredményeket.
1957-ben vetődött fel újra a gondolat. 1960-ban egy 21 000 km²–es területet nyilvánítottak állatrezervátummá. 1967-ben jelentősen lecsökkentették a területét. 
1975-ben szűnt meg az utolsó település a területen, ez egy nagy favágótábor volt. 
Az 1980-as és 1987-es határátrajzolásokkal elérte a mai kiterjedését a park.

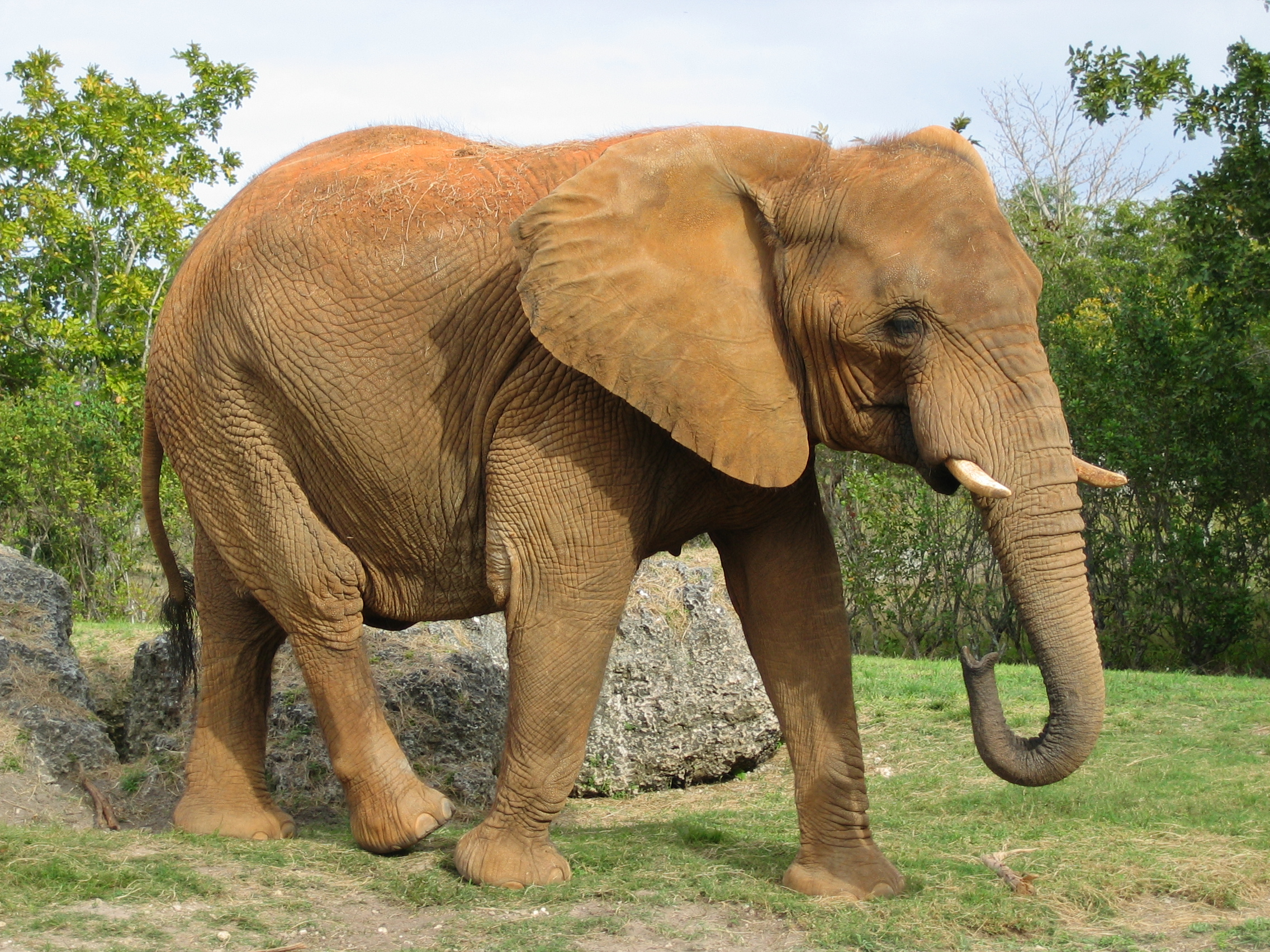
Afrikai elefánt

## Észak-Tuli-i Vadvédelmi Terület
Tuli (Northern Tuli Game Reserve) Botswana délkeleti határánál található. Területe szűk, hosszú, egyfajta szegélyt alkot a határ mentén. Területén találkozik a Limpopo és a Shase folyó.
Igazából nem egy vadvédelmi terület, hanem több egymás mellett fekvőnek az összessége, ezek: a Tuli, a Ntani és a Mashantu. 
Mivel ezek egytől egyig magánkézben vannak, így ezek alkotják Afrika déli részének legnagyobb magánkézben levő vadvédelmi területét, ami 300 000 hektárra terjed ki. Ráadásul Mashantuban található a legnagyobb privát területen lévő elefántállomány.
A parkok nagy területen nincsenek körbekerítve így az állatok szabadon vándorolhatnak. 
Az elefántokon kívül az idelátogató gyönyörködhet oroszlánokban, foltos hiénákban, páviánokban, zebrákban, zsiráfokban, leopárdokban és gepárdokban is. Jelentős az antilopállomány is. Jávorantilopból és impalából nagy csordák találhatóak.
A park különleges szolgáltatási közé tartozó éjszakai körút során olyan ritkán látható állatokkal találkozhatunk, mint a tarajos sül vagy a varacskosdisznó. 
Fegyveres parkőrök kíséretében lehetőség mountain bike-on végigjárni a területen, így igen 
exkluzív élményeket szerezni.
Az ornitológusok is megtalálhatják az őket érdeklő témákat, hisz több mint 350 madárfaj népesíti be Tulit.

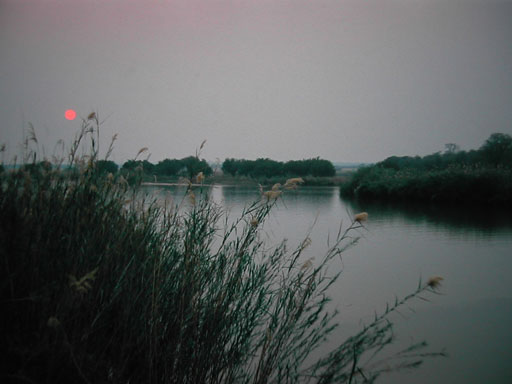
Okawango

## Makgadikgadi és Nxai Nemzeti Park
A Makgadikgadi és Nxai Nemzeti Park (Makgadikgadi & Nxai Pans National Park) a kiterjedt lapály egy kb. ötmillió éve a területen hullámzó óriási tó maradványa, amelyet a Okawango és a Zambézi folyók tápláltak.
A parkba látogatókra óriási hatással van a végtelen horizont látványa, hisz a majdnem teljesen lapos a felszín. 
Jelentős eltérés van a esős és a száraz időszak tájképe közt, hisz a teljesen kiszáradt terület vízi paradicsommá változik az életet adó esők hatására. Ekkor zebrák, bivalyok és gazellák tízezrei vonulása vonzza a turistákat és a ragadozókat.
A madármegfigyelők paradicsomának is hívhatnánk. Flamingók, pelikánok, kormoránok és kacsák legkülönbözőbb fajai hatalmas csapatokban látható itt.
A délnyugati részen található a Kubu-sziget, ami kedvelt turistacélpont. Fő látványosságok a gigászi méretűre megnövő majomkenyérfák és a régen itt élt emberek által  épített települések romjai.

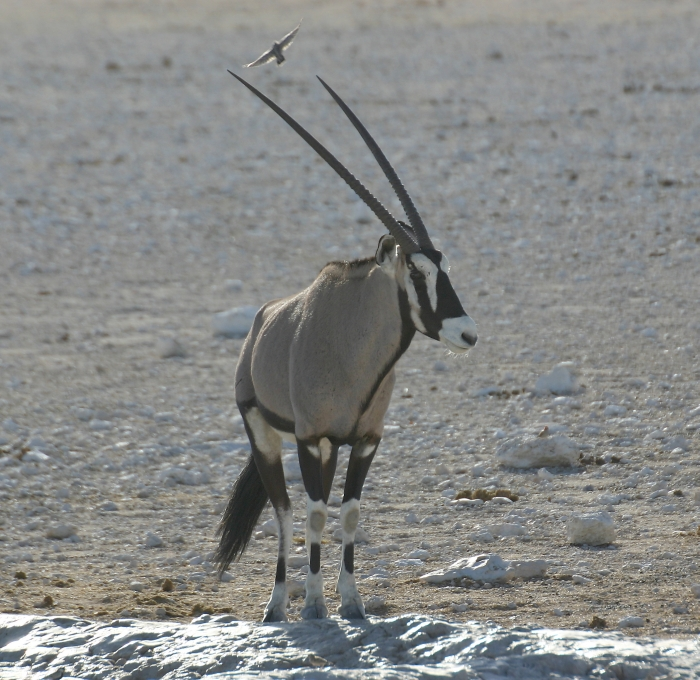
Nyársas antilop

## Gemsbok Nemzeti Park
A Gemsbok Nemzeti Park (Gemsbok National Park) a dél-afrikai Kalahári Antilop Nemzeti Parknak a folytatása észak felé, tőle a Nossob folyó kisz áradt medre választja el. A Kalahári-sivatag 9000 négyzetkilométeres területét foglalja el.
Ha valaki az igazi természetközeli élményre vágyik ezt a helyet neki találták ki. Itt nincsenek a többi helyre jellemző táborok, úszómedencével, személyzettel, hűtőszekrénnyel. Az ide érkező látogatónak saját magának kell cipelnie a sátrát, a szükséges enni- és innivalót is. 
Nem elhanyagolható veszélyt jelentenek a ragadozók, illetve a malária.

## Kutse Vadvédelmi Terület
A Központi Kalahári Vadvédelmi Terület (Kutse Game Reserve) déli határán fekszik, 2600 négyzetkilométer területet foglal el. Főleg homok és bokros szavanna borítja. Ellentétben a Gemsbok-kal itt vannak kiépített kempinghelyekből négy is található, igaz az ellátásról itt is teljes egészében a látogatónak kell gondoskodnia.

## Moremi Vadvédelmi Terület
Moremi (Moremi Game Reserve) 4871 négyzetkilométernyi területet foglal el az Okawango-delta keleti felében, ami a delta körülbelül 20%-át jelenti. Az egyik legszebb tájnak tartják, hisz kis területen váltakozik az sűrű erdő, az akáciaerdő, a lagúnák vidéke és a  folyóvízi síkság. Ez a változatosság természetesen az állat -és növényvilágot is sokszínűvé teszi. 
A madarak közül meg kell említeni a vízimadarakat, a kócsagokat, gémeket, kacsákat és libákat.
Az állandóan jelen levő víz miatt főleg a száraz időszakban van itt nagyszámú állatállomány.
Elefántok, bivalyok, zsiráfok, oroszlánok, hiénák, sakálok, az antilopok összes fajtája, mind-mind megtalálható itt. 
A szállásterületek a folyó kis szigetein találhatóak, így védettek az állatoktól és az állatokat se zavarják az emberek. Épp emiatt itt kifejezetten nagy veszélyt jelent a malária, erősen ajánlott a malária elleni gyógyszerezés.